# Catabolisme de les proteïnes
El catabolisme de les proteïnes és la descomposició de proteïnes en aminoàcids i compostos derivats simples, per a transportar-les dins les cèl·lules a través de la membrana plasmàtica, i en última instància per a polimeritzar-les en noves proteïnes per mitjà de l'ús d'àcids ribonucleics (ARN) i ribosomes. El catabolisme de les proteïnes, que és la descomposició de macromolècules, és essencialment un procés de digestió. El seu principal producte és la urea.
El catabolisme de les proteïnes és efectuat habitualment per endo- i exo-proteases no específiques. Tanmateix, s'utilitzen proteases específiques per a fragmentar les proteïnes per fins de regulació i de trànsit de proteïnes.
Els aminoàcids produïts pel catabolisme poden ser reciclats directament, utilitzats per a crear nous aminoàcids, o ser convertits en altres compostos per mitjà del cicle de Krebs.